# NGC 6428
NGC 6428 é uma estrela dupla na direção da constelação de Hercules. O objeto foi descoberto pelo astrônomo Guillaume Bigourdan em 1885, usando um telescópio refrator com abertura de 12 polegadas. 